# Verdille
Verdille [vɛʁdij] est une commune du Sud-Ouest de la France située dans le département de la Charente (région Nouvelle-Aquitaine).
Ses habitants sont les Verdillois et les Verdilloises.

## Géographie

### Localisation et accès
Verdille est une commune du nord-ouest du département de la Charente limitrophe avec la Charente-Maritime, situé à 9 km à l'ouest d'Aigre, dont elle forme l'extrémité sud-ouest du canton, et 33 km au nord-ouest d'Angoulême.
Le bourg de Verdille est aussi à 12 km au nord de Rouillac, 16 km à l'est de Matha, 22 km à l'ouest de Mansle, 27 km au nord-est de Cognac, 29 km au sud-ouest de Ruffec, 33 km à l'est de Saint-Jean-d'Angély.
La principale voie de communication est la route D 739 de Mansle et Aigre à Matha et Saint-Jean-d'Angély, qui traverse toute la commune d'est en ouest, et dessert le bourg de Verdille.

### Hameaux et lieux-dits
Parmi les principaux hameaux de la commune, on trouve : le Breuil, dans l'est de la commune ; Guignefolle, près de la D 79 ; Chez Veillon, au sud du bourg ; Chante-Grelet, sur la route de Ranville ; Chez Gailler, sur la route de Barbezières ; les Caillauds, etc..

### Communes limitrophes
| Ranville-Breuillaud         | Barbezières | Oradour |
| Bresdon (Charente-Maritime) | Verdille    | Mons    |
|                             | Val-d'Auge  |         |

### Géologie et relief
Le sol de la commune appartient au calcaire du Jurassique du Bassin aquitain, comme toute la moitié nord du département de la Charente. Verdille occupe un plateau datant du Jurassique supérieur, plus précisément du Kimméridgien,,.
Le relief de la commune est celui d'une plaine légèrement relevée au sud, d'une altitude moyenne de 100 m. Le point culminant est à une altitude de 139 m, situé au sud du bourg à la Garde (borne IGN et réservoir) et figurant parmi les collines les plus élevées du canton. Le point le plus bas est à 76 m, situé sur la limite nord-est. Le bourg est à 105 m d'altitude.

### Hydrographie

#### Réseau hydrographique

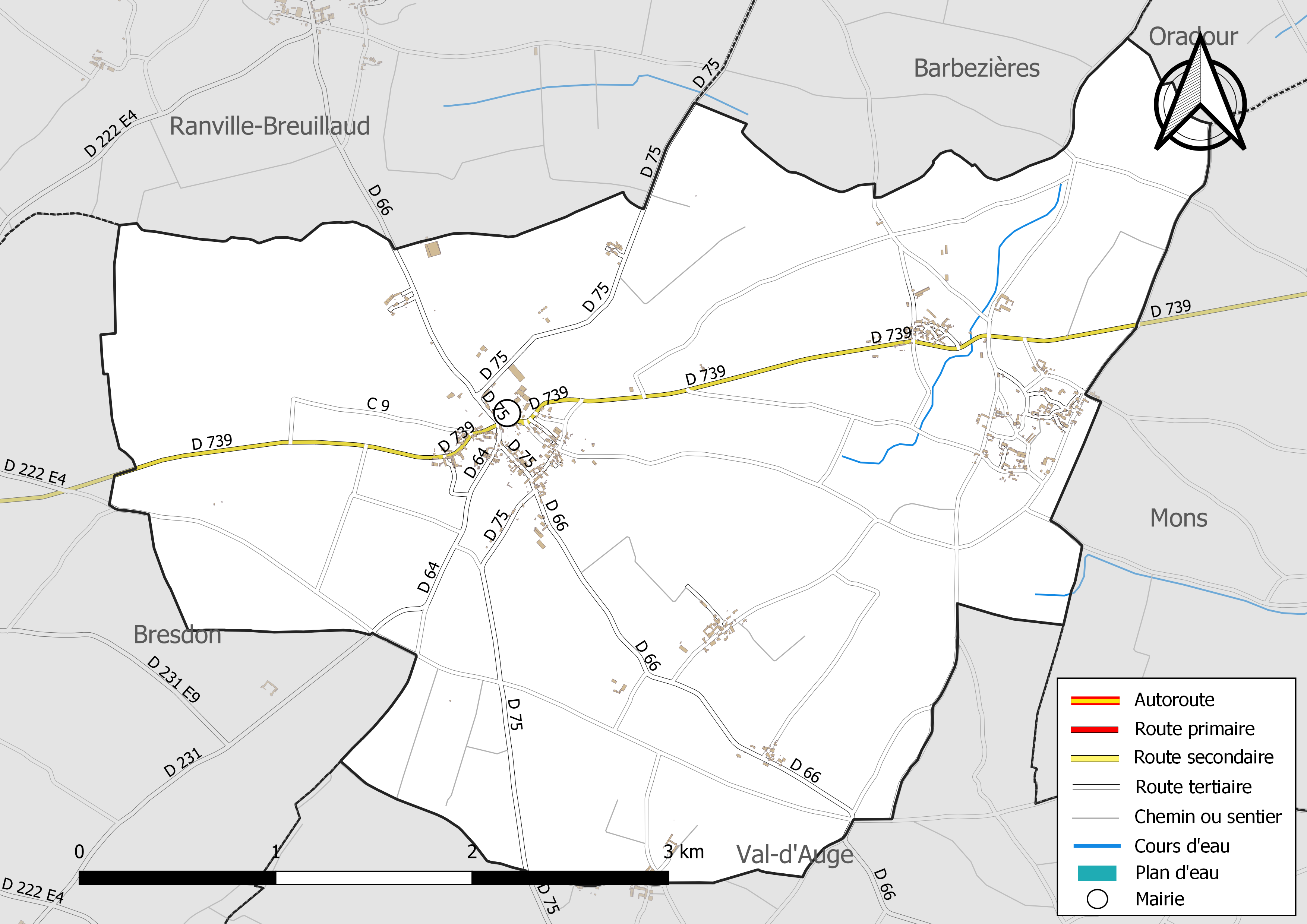
Réseaux hydrographique et routier de Verdille.

La commune est située dans le bassin versant de la Charente au sein du Bassin Adour-Garonne. Elle est drainée par des petits cours d'eau, qui constituent un réseau hydrographique de 2 km de longueur totale,.
Le bassin versant est celui de la Charente et plus précisément celui de l'Aume qui passe à Aigre, mais aucun cours d'eau ne traverse la commune.

#### Gestion des eaux
Le territoire communal est couvert par le schéma d'aménagement et de gestion des eaux (SAGE) « Charente ». Ce document de planification, dont le territoire correspond au bassin de la Charente, d'une superficie de 9 300 km2, a été approuvé le 19 novembre 2019. La structure porteuse de l'élaboration et de la mise en œuvre est l'établissement public territorial de bassin Charente. Il définit sur son territoire les objectifs généraux d’utilisation, de mise en valeur et de protection quantitative et qualitative des ressources en eau superficielle et souterraine, en respect des objectifs de qualité définis dans le troisième SDAGE  du Bassin Adour-Garonne qui couvre la période 2022-2027, approuvé le 10 mars 2022.

### Climat
Comme dans les trois quarts sud et ouest du département, le climat est océanique aquitain.

## Urbanisme

### Typologie
Au 1er janvier 2024, Verdille est catégorisée commune rurale à habitat dispersé, selon la nouvelle grille communale de densité à 7 niveaux définie par l'Insee en 2022.
Elle est située hors unité urbaine et hors attraction des villes,.

### Occupation des sols
L'occupation des sols de la commune, telle qu'elle ressort de la base de données européenne d’occupation biophysique des sols Corine Land Cover (CLC), est marquée par l'importance des territoires agricoles (97,2 % en 2018), une proportion sensiblement équivalente à celle de 1990 (97,5 %). La répartition détaillée en 2018 est la suivante : 
terres arables (72,5 %), zones agricoles hétérogènes (16,6 %), cultures permanentes (8 %), zones urbanisées (2,7 %), forêts (0,1 %). L'évolution de l’occupation des sols de la commune et de ses infrastructures peut être observée sur les différentes représentations cartographiques du territoire : la carte de Cassini (XVIIIe siècle), la carte d'état-major (1820-1866) et les cartes ou photos aériennes de l'IGN pour la période actuelle (1950 à aujourd'hui).

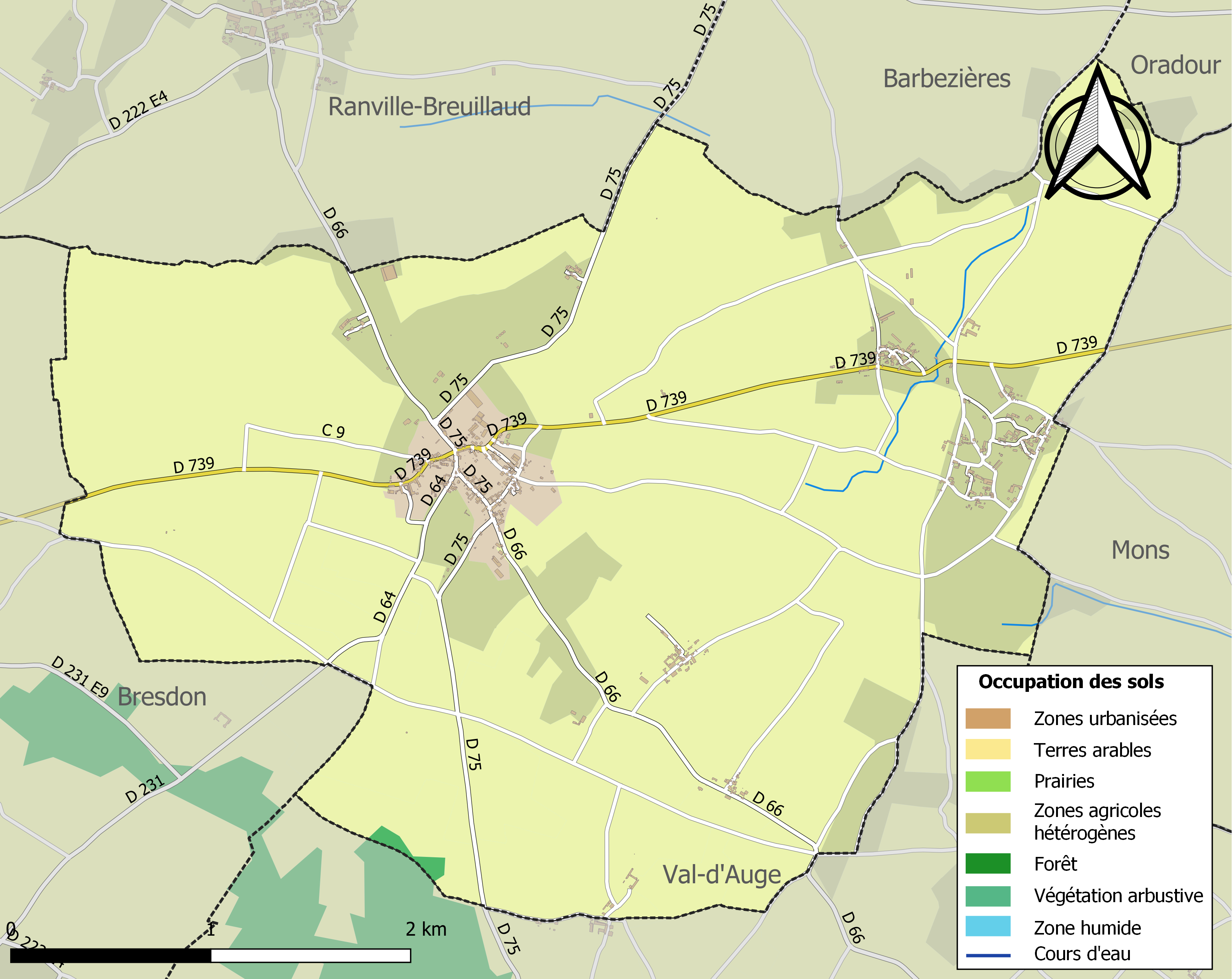
Carte des infrastructures et de l'occupation des sols de la commune en 2018 (CLC).

### Risques majeurs
Le territoire de la commune de Verdille est vulnérable à différents aléas naturels : météorologiques (tempête, orage, neige, grand froid, canicule ou sécheresse) et séisme (sismicité modérée). Un site publié par le BRGM permet d'évaluer simplement et rapidement les risques d'un bien localisé soit par son adresse soit par le numéro de sa parcelle.

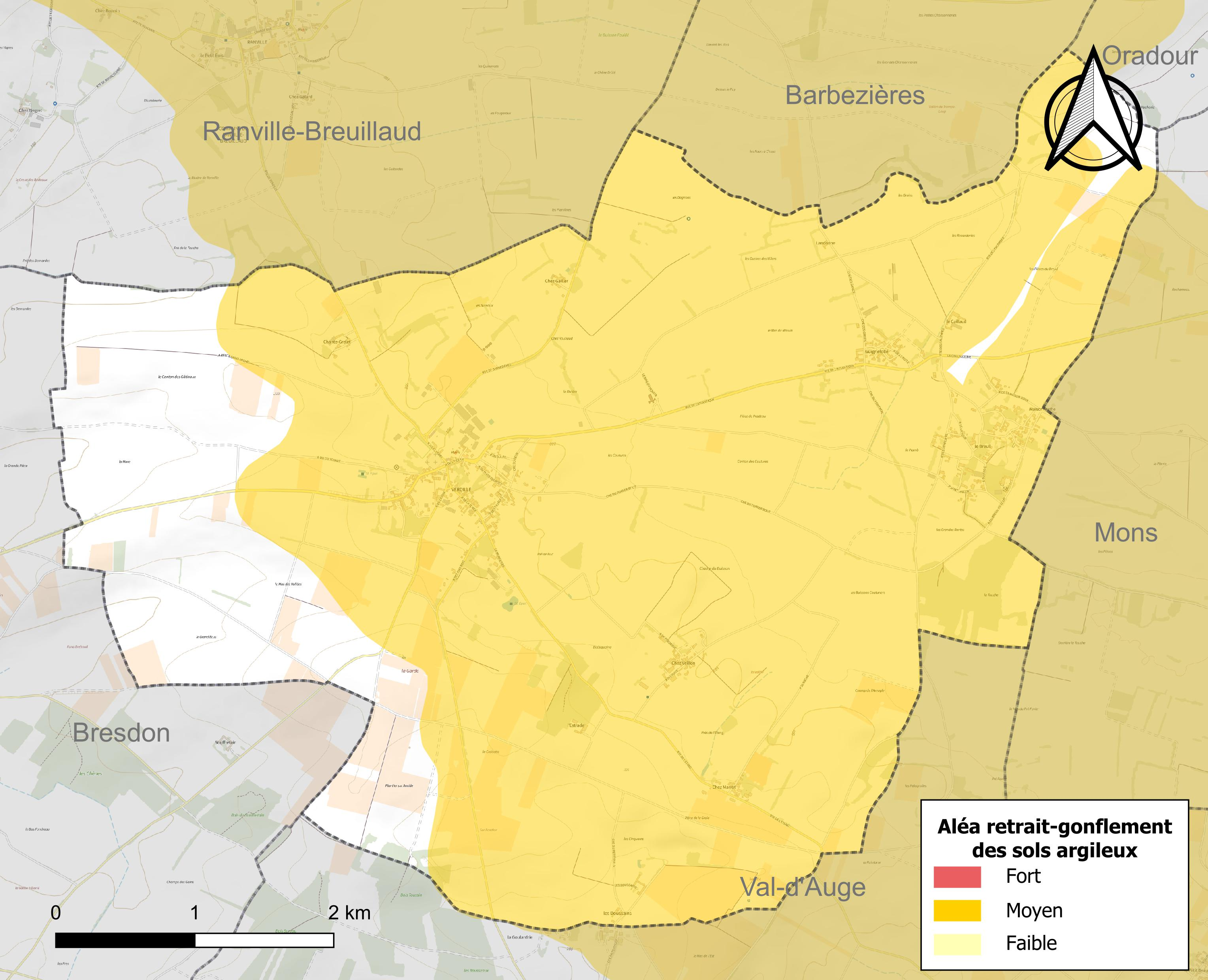
Carte des zones d'aléa retrait-gonflement des sols argileux de Verdille.

Le retrait-gonflement des sols argileux est susceptible d'engendrer des dommages importants aux bâtiments en cas d’alternance de périodes de sécheresse et de pluie. 81,8 % de la superficie communale est en aléa moyen ou fort (67,4 % au niveau départemental et 48,5 % au niveau national). Sur les 229 bâtiments dénombrés sur la commune en 2019, 229 sont en aléa moyen ou fort, soit 100 %, à comparer aux 81 % au niveau départemental et 54 % au niveau national. Une cartographie de l'exposition du territoire national au retrait gonflement des sols argileux est disponible sur le site du BRGM,.
Par ailleurs, afin de mieux appréhender le risque d’affaissement de terrain, l'inventaire national des cavités souterraines permet de localiser celles situées sur la commune.
La commune a été reconnue en état de catastrophe naturelle au titre des dommages causés par les inondations et coulées de boue survenues en 1982 et 1999. Concernant les mouvements de terrains, la commune a été reconnue en état de catastrophe naturelle au titre des dommages causés par des mouvements de terrain en 1999.

## Toponymie
Les formes anciennes sont Verzillis en 1274, Verzilla en 1277, Verzilhes vers 1300.
Plusieurs étymologies sont possibles. Selon Dauzat le nom de Verdille provient du nom commun latin virga signifiant « baguette, branchage » avec suffixe diminutif -illa. D'autres y voient un nom d'homme gaulois Virdillus, ou bien Viridilia, dérivé de viridis et signifiant « verte ».

## Histoire
Le 11 janvier 1430 : Foulques du Plessis, seigneur de Verdille fait reconnaissance à Éléonor de Périgord, dame de Matha, pour les biens qu’il détient en divers lieux de la seigneurie de Matha.
La seigneurie de Verdille est comprise dans la principauté de Marcillac, et dépend de la province du Poitou. C'est une possession de une ancienne famille de l'Angoumois, les Livenne, qui, dans les premières années du XVe siècle, est représentée par Perrot de Livenne, écuyer, seigneur de Neuillac, Vouzan et Verdille.
Le petit-fils de Perrot, Guyot de Livenne, qui vit vers la fin du XVe siècle, a au moins deux fils, dont l'aîné, Étienne, est seigneur de Vouzan, et dont le cadet, Louis fonde la branche de Verdille, qui se perpétue jusqu'au XVIIIe siècle.
La famille de Livenne possède également, dans la paroisse de Verdille, le fief du Breuil-aux-Loups.
Il existe au Breuil un logis fortifié qui a été détruit au XIXe siècle ; à l'Estrade un autre logis fortifié est signalé au XVe siècle.
L'église de Verdille est donnée à l'abbaye Saint-Cybard d'Angoulême par Ramnulfus Focaudi, évêque de Saintes au début du XIIe siècle. En 1139, elle est détenue par un prêtre nommé Béraud, qui prétend l'avoir reçue de l'évêque Rainaldus Chainel, et refuse de reconnaître les droits de l'abbaye ; il finit cependant par se soumettre.
Le prieuré datant du XIIe siècle a été détruit puis supprimé à la fin du XIVe siècle. Ses revenus passent à l'abbaye de Saint-Cybard, qui vend une partie des domaines vers l'an 1500.
L'église est reconstruite au XIIIe ou XIVe siècle. Les guerres sont alors continuelles, et souvent les populations cherchent refuge dans les églises ; afin de les abriter, on construit un étage au-dessus des voûtes ; ce refuge, établi au-dessus de la nef, existe encore dans l'église de Verdille,.

## Administration
| Période                                  | Période  | Identité                     | Étiquette | Qualité                  |
| ---------------------------------------- | -------- | ---------------------------- | --------- | ------------------------ |
| Les données manquantes sont à compléter. |          |                              |           |                          |
| avant 1981                               | ?        | Guy Rousseau                 | DVG       |                          |
| 1995                                     | 2020     | Jacques Tournat              | SE        | Viticulteur distillateur |
| 2020                                     | En cours | Manuella Chavouet-Dos Santos | SE        | Professeur des écoles    |

### Fiscalité
La fiscalité est d'un taux de 17,65 % sur le bâti, 39,45 % sur le non bâti, 10,20 % pour la taxe d'habitation et 7,98 % de taxe professionnelle(chiffres 2007).
La communauté de communes  prélève 2,61 % sur le bâti, 6,06 % sur le non bâti, 1,09 % pour la taxe d'habitation et 1,45 % de taxe professionnelle.

## Démographie

### Évolution démographique
L'évolution du nombre d'habitants est connue à travers les recensements de la population effectués dans la commune depuis 1793. Pour les communes de moins de 10 000 habitants, une enquête de recensement portant sur toute la population est réalisée tous les cinq ans, les populations de référence des années intermédiaires étant quant à elles estimées par interpolation ou extrapolation. Pour la commune, le premier recensement exhaustif entrant dans le cadre du nouveau dispositif a été réalisé en 2008.

En 2022, la commune comptait 383 habitants, en évolution de +12,65 % par rapport à 2016 (Charente : −0,48 %, France hors Mayotte : +2,11 %).
| 1793 | 1800 | 1806 | 1821 | 1831 | 1841 | 1846 | 1851 | 1856 |
| ---- | ---- | ---- | ---- | ---- | ---- | ---- | ---- | ---- |
| 823  | 826  | 930  | 943  | 934  | 956  | 932  | 909  | 925  |

| 1861 | 1866 | 1872 | 1876 | 1881 | 1886 | 1891 | 1896 | 1901 |
| ---- | ---- | ---- | ---- | ---- | ---- | ---- | ---- | ---- |
| 954  | 952  | 828  | 810  | 754  | 689  | 664  | 632  | 639  |

| 1906 | 1911 | 1921 | 1926 | 1931 | 1936 | 1946 | 1954 | 1962 |
| ---- | ---- | ---- | ---- | ---- | ---- | ---- | ---- | ---- |
| 665  | 676  | 649  | 606  | 611  | 587  | 555  | 591  | 550  |

| 1968 | 1975 | 1982 | 1990 | 1999 | 2006 | 2008 | 2013 | 2018 |
| ---- | ---- | ---- | ---- | ---- | ---- | ---- | ---- | ---- |
| 504  | 518  | 466  | 371  | 358  | 347  | 348  | 331  | 365  |

| 2022 | - | - | - | - | - | - | - | - |
| ---- | - | - | - | - | - | - | - | - |
| 383  | - | - | - | - | - | - | - | - |

### Pyramide des âges
La population de la commune est relativement âgée.
En 2018, le taux de personnes d'un âge inférieur à 30 ans s'élève à 27,7 %, soit en dessous de la moyenne départementale (30,2 %). À l'inverse, le taux de personnes d'âge supérieur à 60 ans est de 38,4 % la même année, alors qu'il est de 32,3 % au niveau départemental.
En 2018, la commune comptait 186 hommes pour 179 femmes, soit un taux de 50,96 % d'hommes, largement supérieur au taux départemental (48,41 %).
Les pyramides des âges de la commune et du département s'établissent comme suit.
| Hommes | Classe d’âge | Femmes |
| ------ | ------------ | ------ |
| 1,1    | 90 ou +      | 1,7    |
| 10,2   | 75-89 ans    | 13,4   |
| 25,3   | 60-74 ans    | 25,1   |
| 16,1   | 45-59 ans    | 17,9   |
| 18,3   | 30-44 ans    | 15,6   |
| 12,4   | 15-29 ans    | 12,8   |
| 16,7   | 0-14 ans     | 13,4   |

| Hommes | Classe d’âge | Femmes |
| ------ | ------------ | ------ |
| 1      | 90 ou +      | 2,7    |
| 9,2    | 75-89 ans    | 12     |
| 20,6   | 60-74 ans    | 21,3   |
| 20,7   | 45-59 ans    | 20,3   |
| 16,8   | 30-44 ans    | 16     |
| 15,6   | 15-29 ans    | 13,4   |
| 16,1   | 0-14 ans     | 14,3   |

## Économie
L'agriculture est principalement céréalière. La viticulture occupe une partie de l'activité agricole, plus particulièrement au sud du bourg. La commune est classée dans les Fins Bois, dans la zone d'appellation d'origine contrôlée du cognac.

### Industrie
Usine S.A.S Durepaire (transformations de végétaux).

## Équipements, services et vie locale

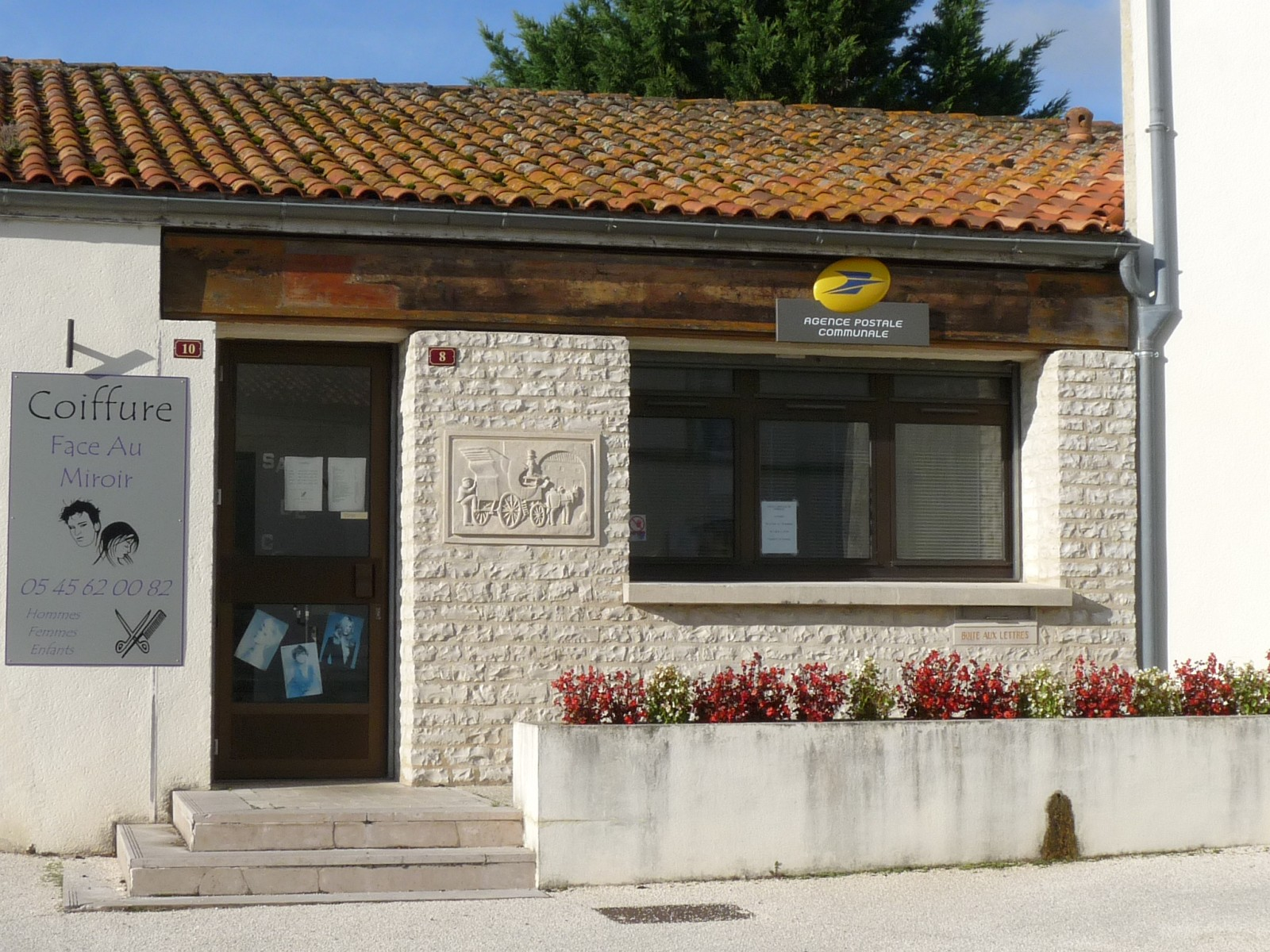
La poste.

### Enseignement
L'école est un RPI entre Verdille et Ranville-Breuillaud. Ranville-Breuillaud et Verdille ont chacune une partie de l'école élémentaire, avec une classe chacune. Le secteur du collège est Aigre.

## Lieux et monuments

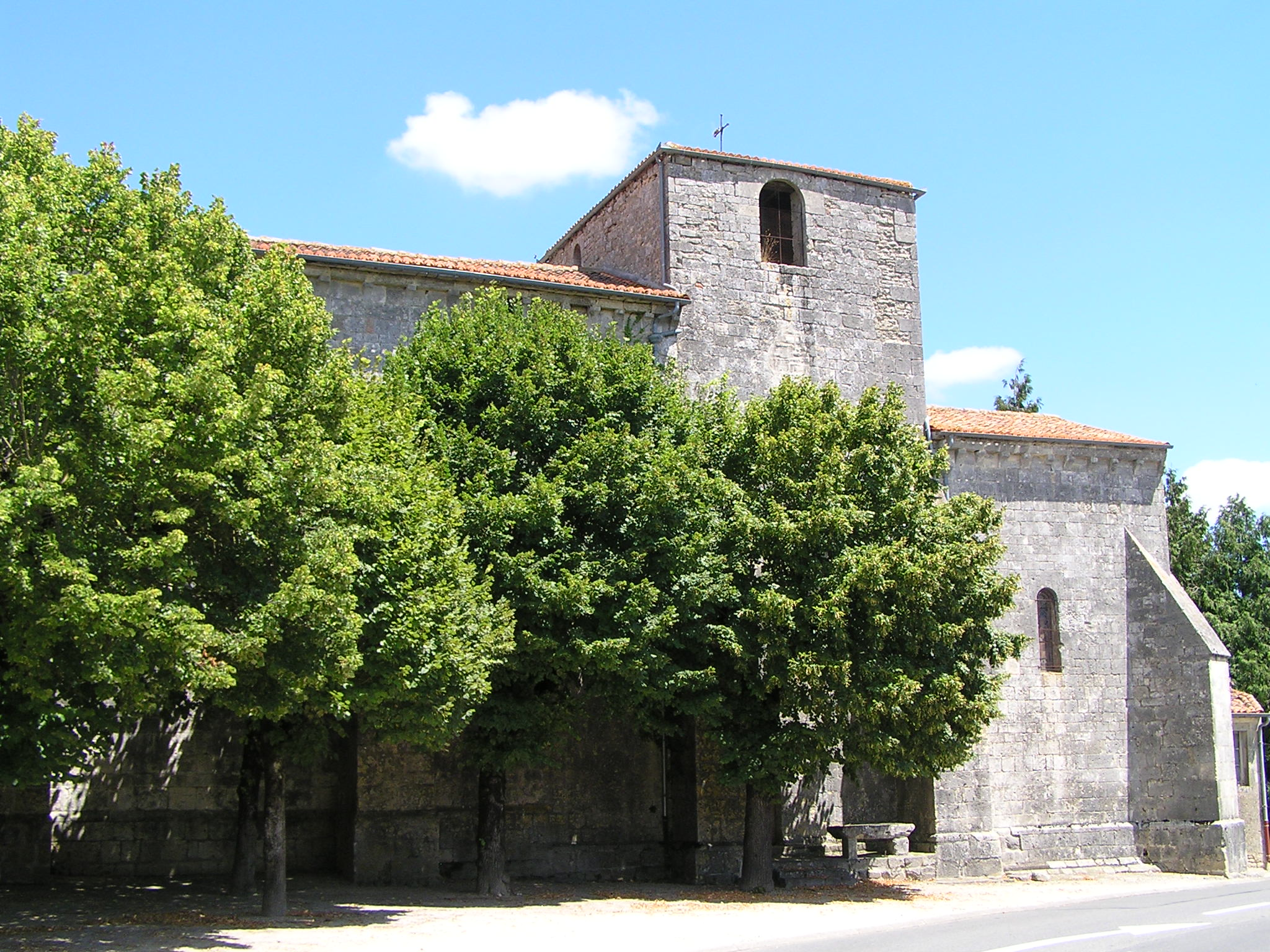
L'église.

### Patrimoine religieux
L'église paroissiale Saint-Cybard, vicairie perpétuelle de l'ancien diocèse de Saintes, donnée à l'abbaye Saint-Cybard vers 1100, fut reconstruite dans la seconde moitié du XIIe siècle.
Les voûtes furent remontées à partir de 1440 par Pamangart pour le curé Osane, et tout l'édifice restauré de 1870 à 1880. Elle est à plan allongé, à un vaisseau et couvrement en voûte d'ogives. Elle présente des archères dans sa partie haute.

### Patrimoine civil
Logis de l'Estrade : dans le sud de la commune, au sommet d'une éminence, on peut voir un vieux et vaste logis, possédant encore une chapelle funéraire. C'est l'ancien château d'Estrades, siège d'une importante seigneurie s'étendant sur neuf paroisses; elle relevait de la principauté de Marcillac.
Après avoir appartenu à la famille de Barbezières, elle passe entre les mains de la famille de Montalembert. En 1692, son mariage de Louise de Montalembert apporte cette terre à Armand de La Porte-aux-Loups, écuyer, seigneur de Lignères. En 1786, ses deux arrière-petits-fils vendent Estrades,.
D'un château du XVIIe siècle il ne reste que le pigeonnier.
Deux maisons seraient des XVe et XVIe siècles et cinq fermes du XVIIIe siècle.

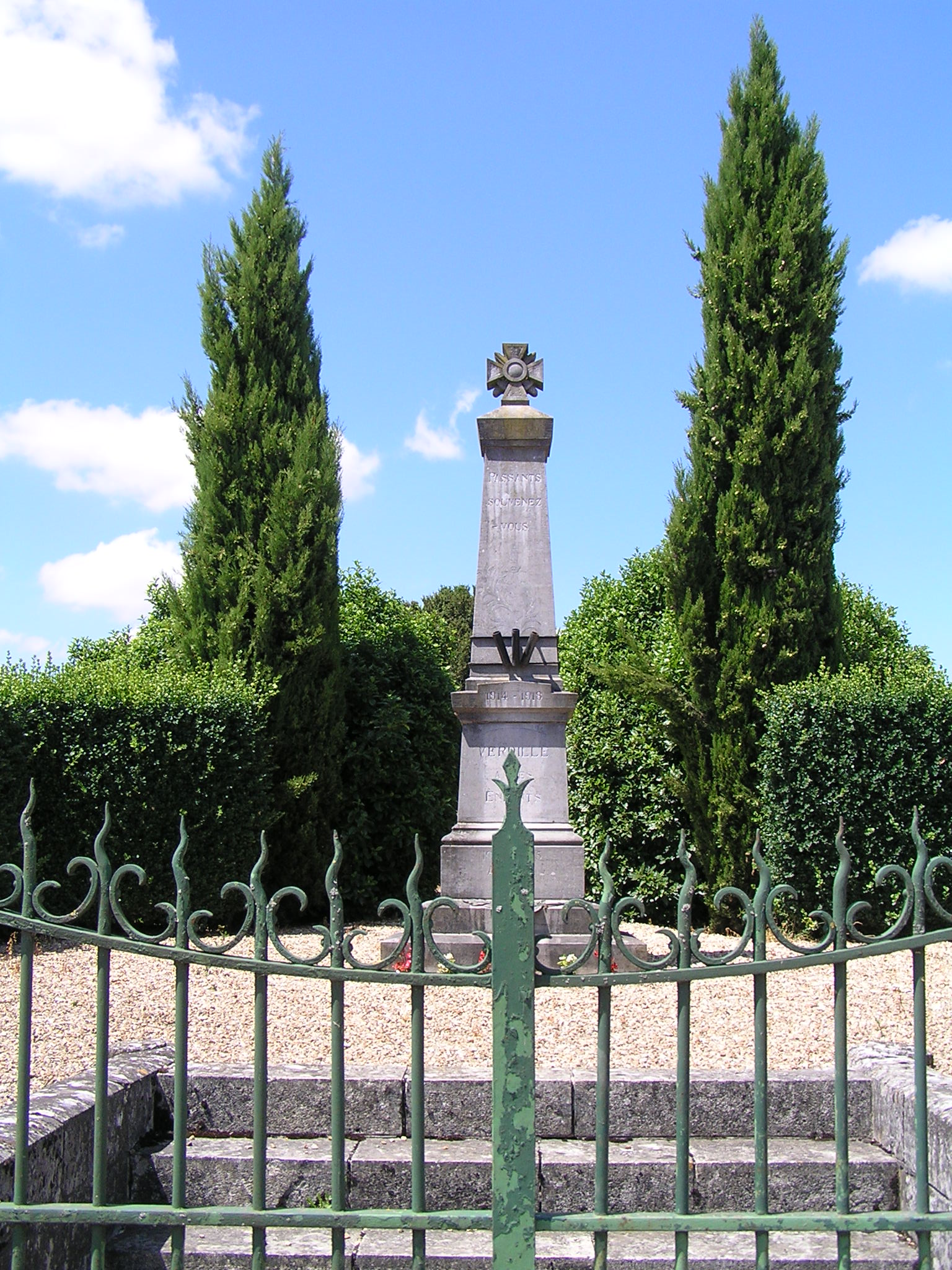
Monument aux morts.
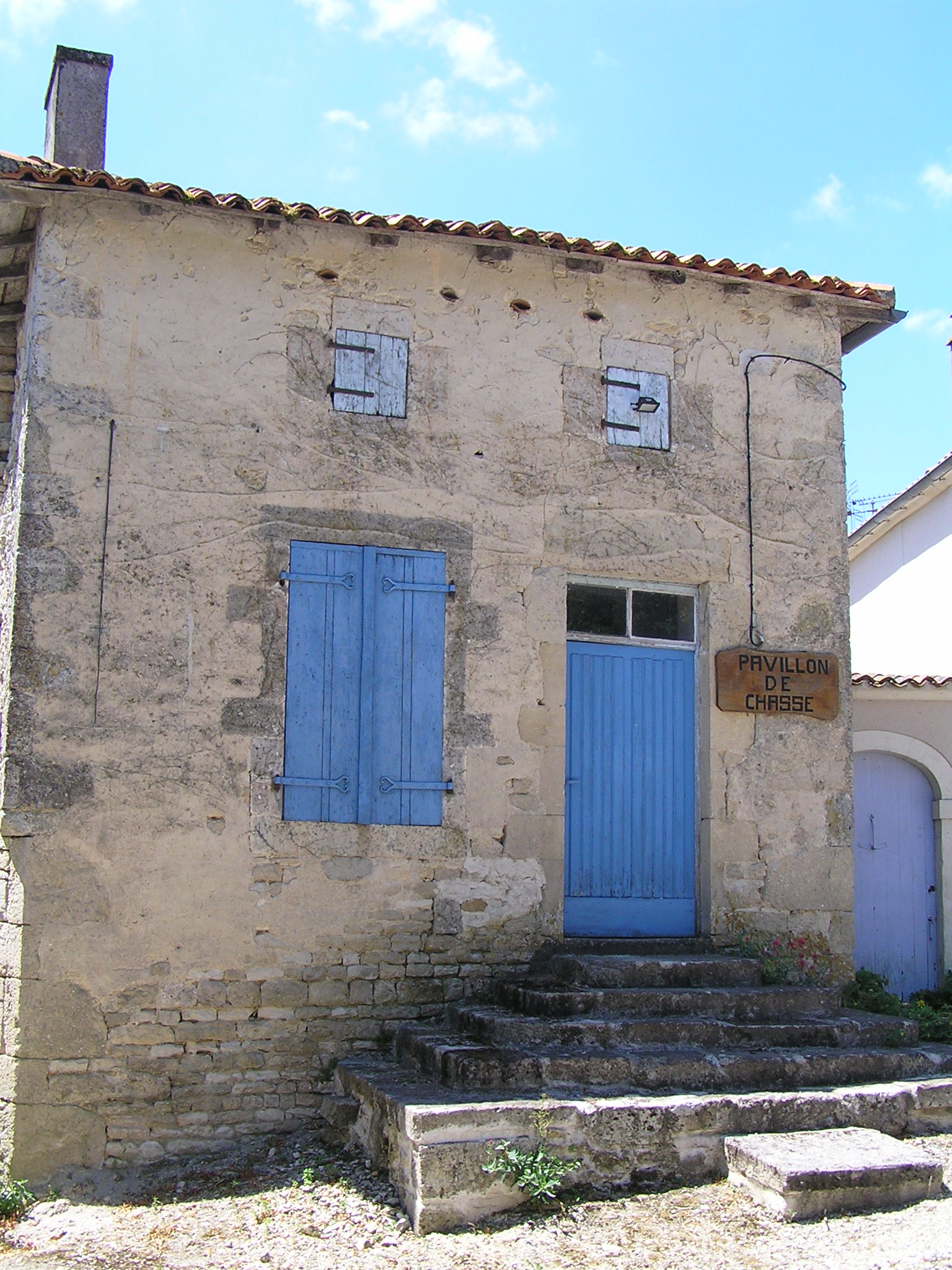
Maison.

## Personnalités liées à la commune
- Adrien Silva, footballeur international portugais qui a vécu ses premières années à Verdille[38]
- René Durepaire, industriel, conseiller général du canton d'Aigre de 1973 à 1998.
- René Trainaud, dit Coco : coureur cycliste et créateur du Vélo Club Verdillois, il a donné son nom à une randonnée bisannuelle la Coco Trainaud dont la dernière épreuve se déroula le 10 mai 2015 au départ d'Aigre[39].